# Brachyunguis bonnevillensis
Brachyunguis bonnevillensis är en insektsart som först beskrevs av Frank Hall Knowlton 1928.  Brachyunguis bonnevillensis ingår i släktet Brachyunguis och familjen långrörsbladlöss. Inga underarter finns listade i Catalogue of Life.